# Najštejn
Najštejn (též Neustein, Lapis Novus, Najnštejn či Nanštejn) je zaniklý hrad v nadmořské výšce asi 560 metrů na ostrohu nad vodní nádrží Jirkov mezi Březencem a Květnovem, 6 km severně od Chomutova. Je chráněn jako kulturní památka České republiky.

## Historie
Hrad byl pravděpodobně v první polovině čtrnáctého století postaven Jetřichem z Alamsdorfu, připomínaným roku 1323, jako nové rodové sídlo. Poprvé je zmiňován roku 1363, kdy Jan a Hugo z Alamsdorfu nechali v kostele svatého Linharta v Březenci udělat nový oltář. Jeden z Jetřichových potomků, Fricolt z Alamsdorfu, prodal ves Březenec v roce 1381 řádu německých rytířů v Chomutově, čímž bylo urovnáno vzájemné nepřátelství. Brzy potom připadl řádu i hrad a byl zřejmě už ve čtrnáctém století opuštěn.
Rod pánů z Alamsdorfu byl možným zakladatelem blízkého hradu Hausberk.

## Popis
Najštejn patřil mezi hrady s palácem jako hlavní obrannou a obytnou stavbou. Jádro hradu bylo od zbytku ostrožny odděleno valem a příkopem. Příkop s valem byl na severovýchodní straně v minulosti rozvezen do široké plošiny. Zbytek příkopu je hluboký pět až sedm metrů.
V přední části se nacházel dvouprostorový obdélníkový palác šestnáct metrů dlouhý a deset metrů široký, ze kterého se dochovaly nevýrazné základy obvodových zdí. V prostoru paláce byl získán soubor zlomků keramických kachlů zdobených reliéfem korunovace Panny Marie. Zadní část, oddělenou od paláce sníženinou, tvoří skalní výběžek s přirozenou puklinou uzavřenou zdí se střílnou nejasného stáří. Součástí sníženiny, která odděluje palác od skály, je ve skále vylámaná prohlubeň. Je možné, že vznikla až po zániku hradu při hledání nerostů.
Asi sedmdesát metrů před hradním jádrem přetíná šíji až dvacet metrů široký, ve skále vylámaný příkop s úzkým neprokopaným pruhem pro cestu. Po stranách příkopu se nachází haldy vylámaného kamene, který byl pravděpodobně plánován jako stavební materiál určený k výraznému rozšíření hradu, ke kterému však po převzetí hradu řádem už nedošlo.
Pod hradem se asi 100 metrů od břehu Jirkovské přehrady nachází v údolí Bíliny zřícenina Telšského mlýna s náhonem tesaným ve skále.

## Přístup
Nejsnazší přístup k hradu vede od vesnice Květnov po úzké silnici směrem k Orasínu. Asi po 200 m se z ní odděluje směrem na východ menší asfaltová cesta k Telsšké hájovně. Přibližně po jednom kilometru z ní odbočuje lesní cesta, která pokračuje až ke zbytkům hradu.

## Galerie

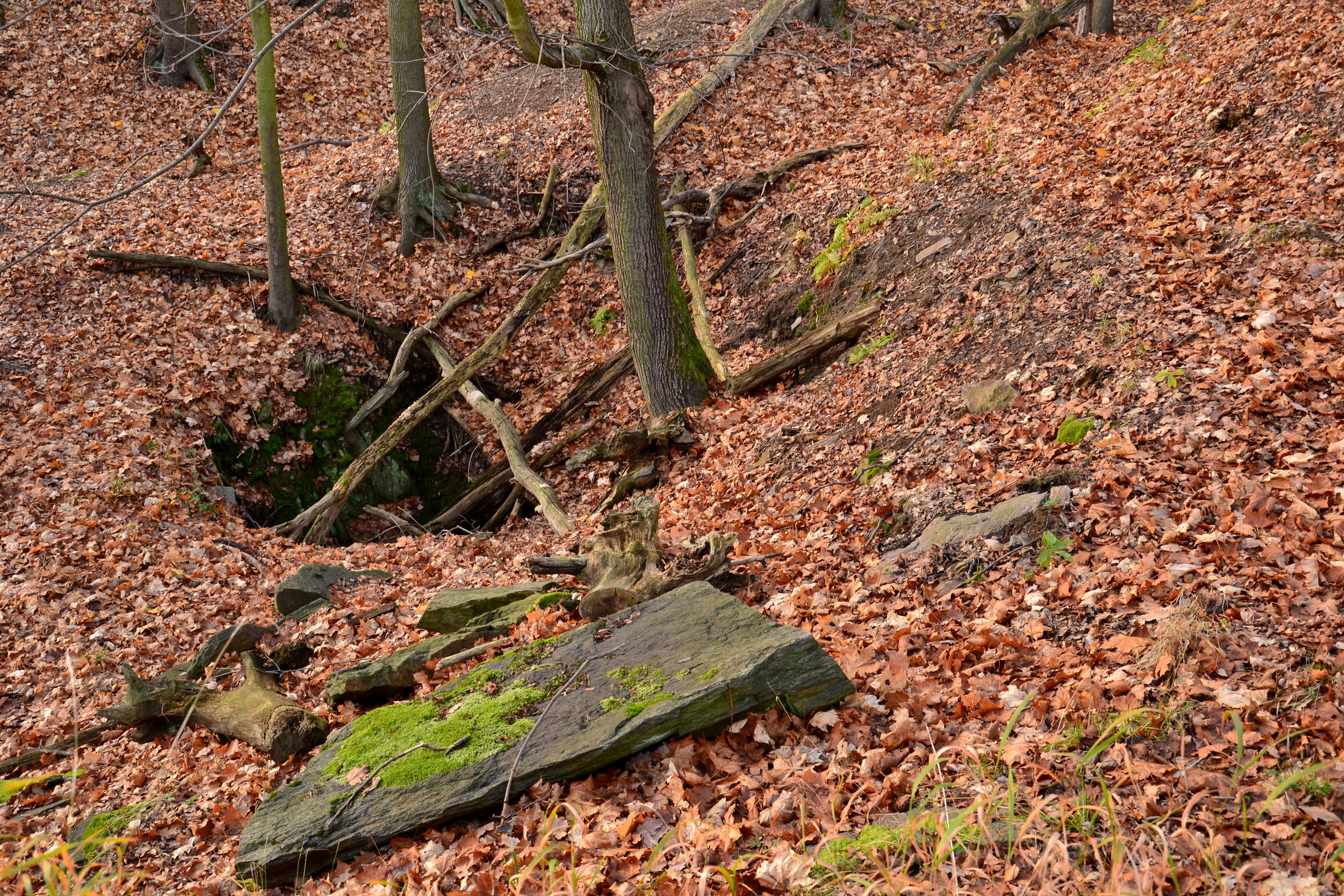
Ve skále vysekaná prohlubeň (studna nebo cisterna)
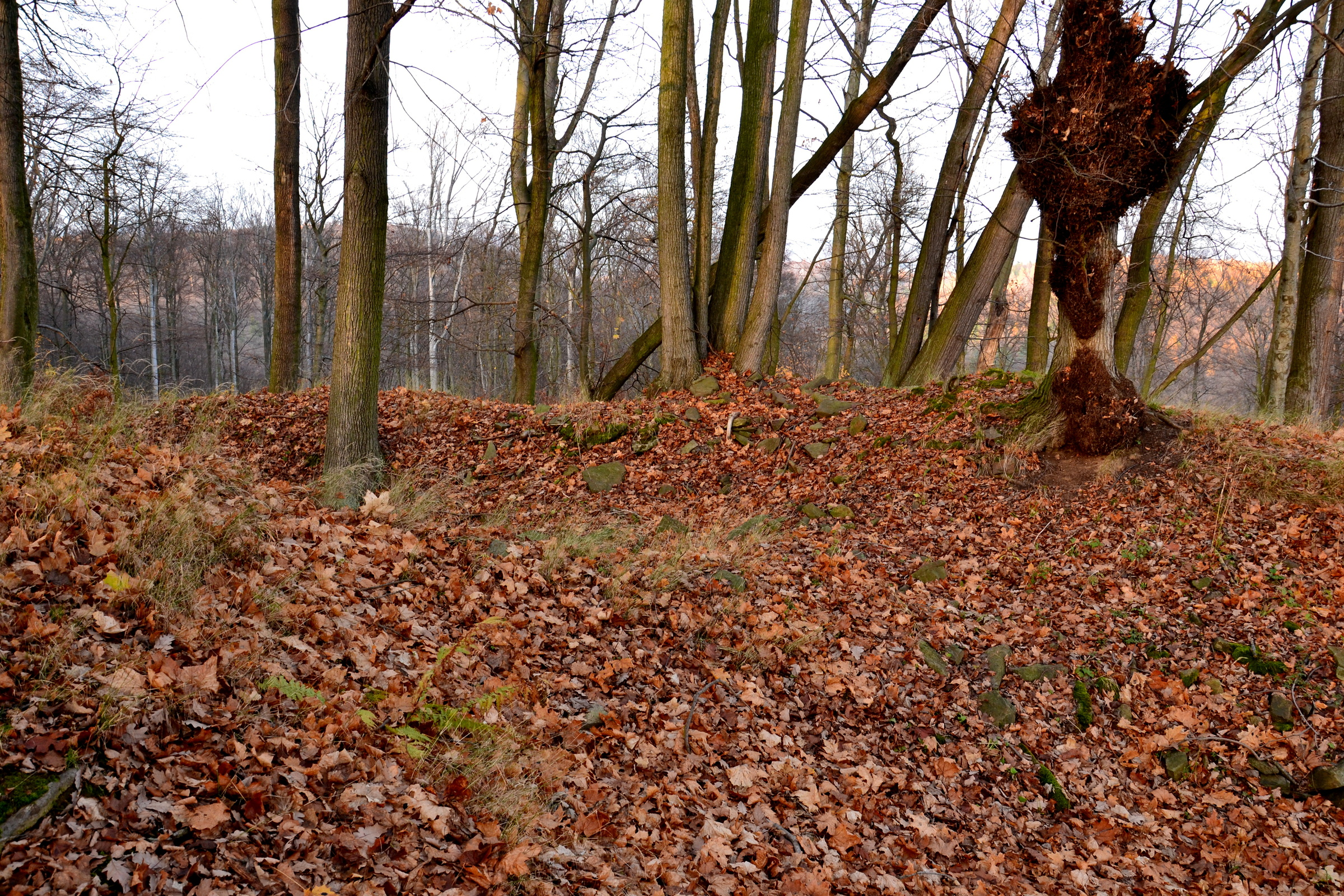
Prostor paláce
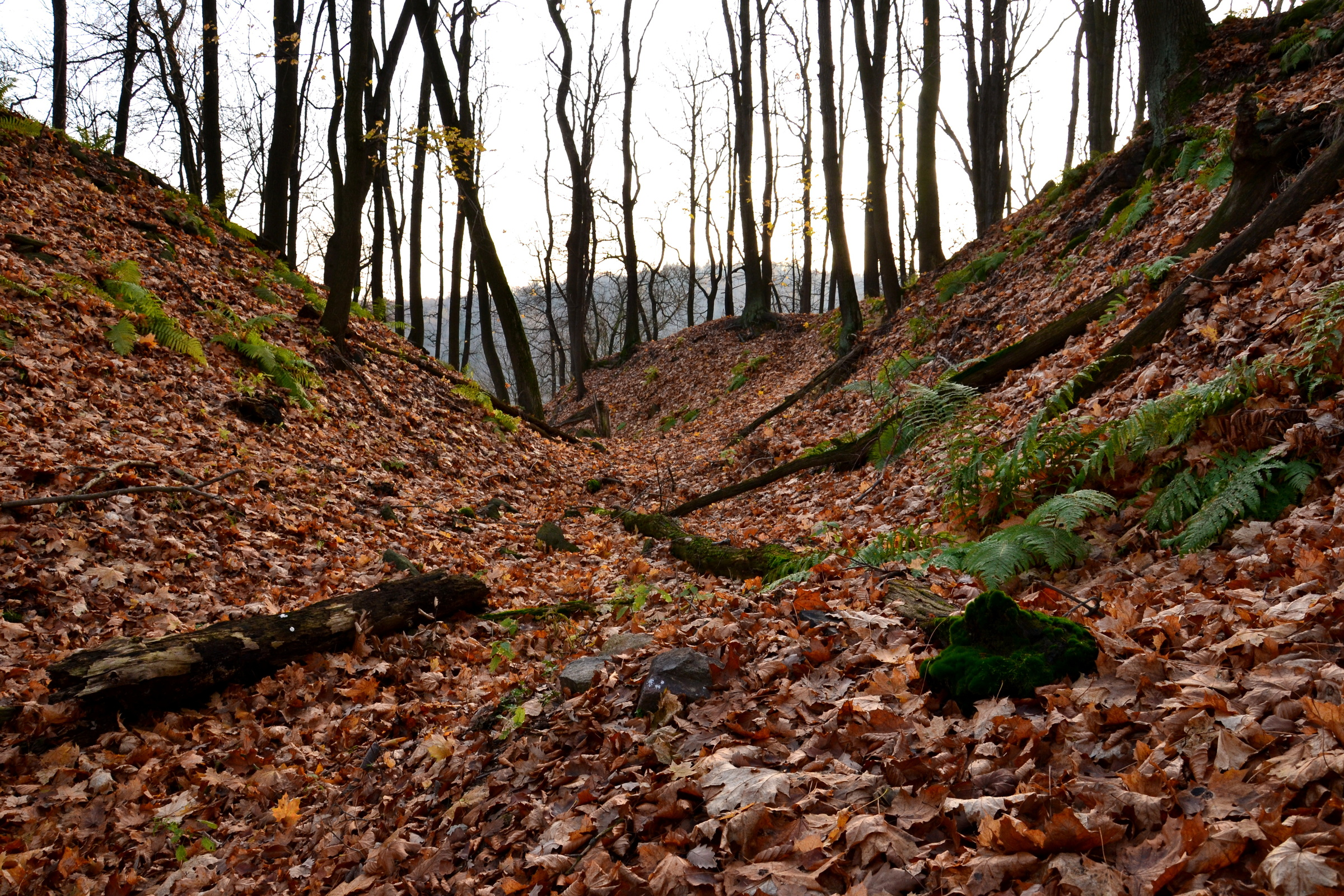
Příkop okolo hradního jádra
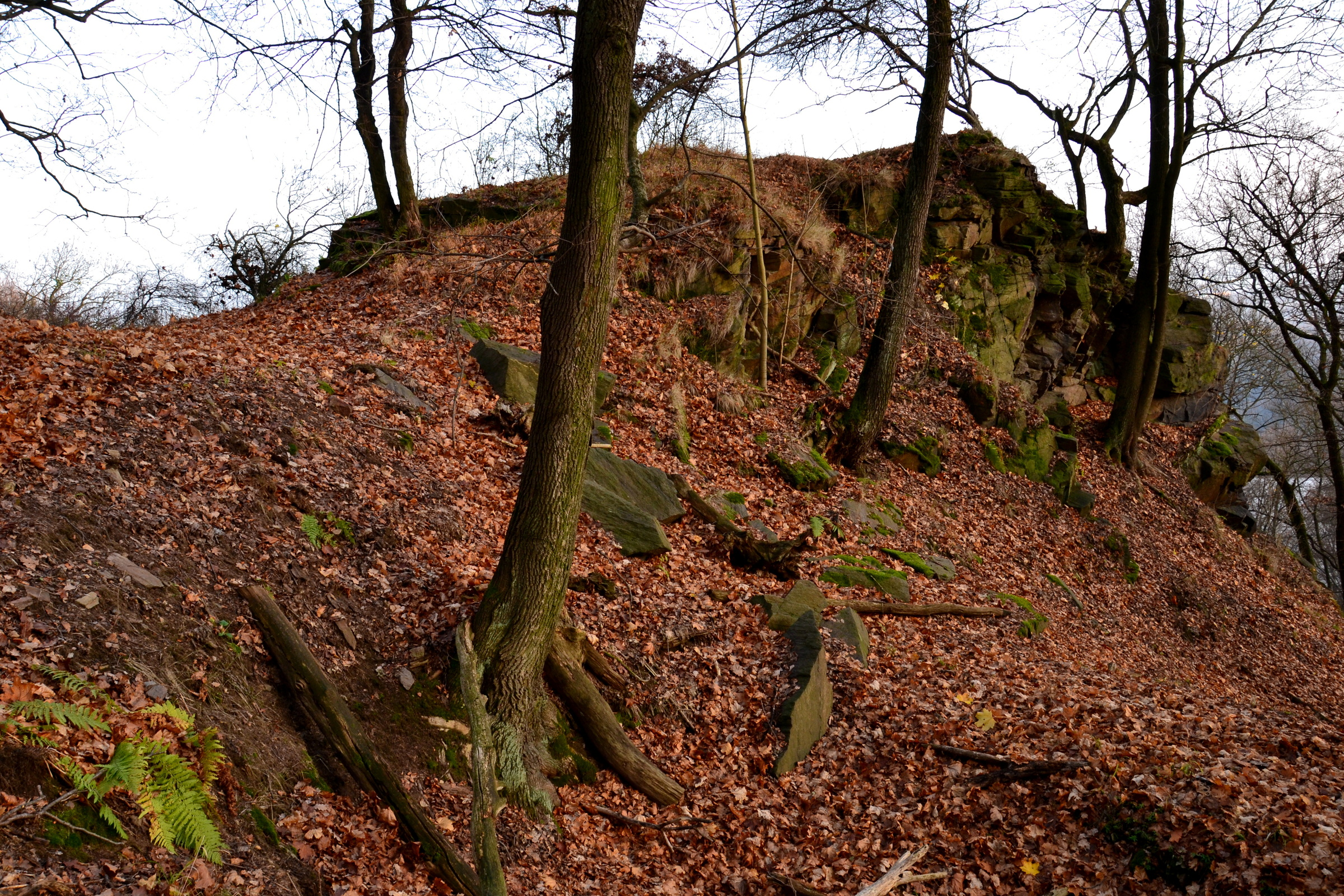
Skalní výběžek se střílnou
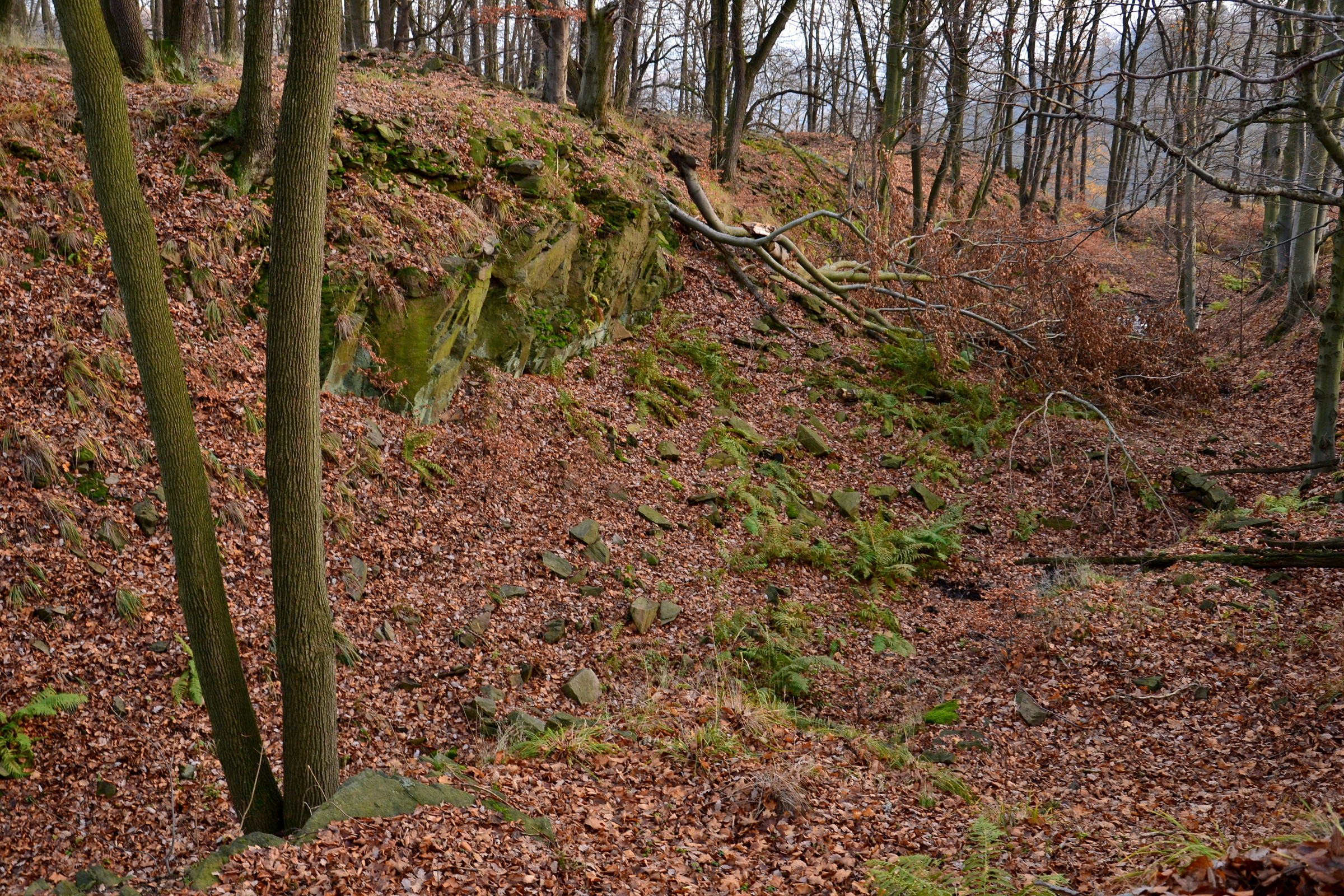
Šíjový příkop před předhradím
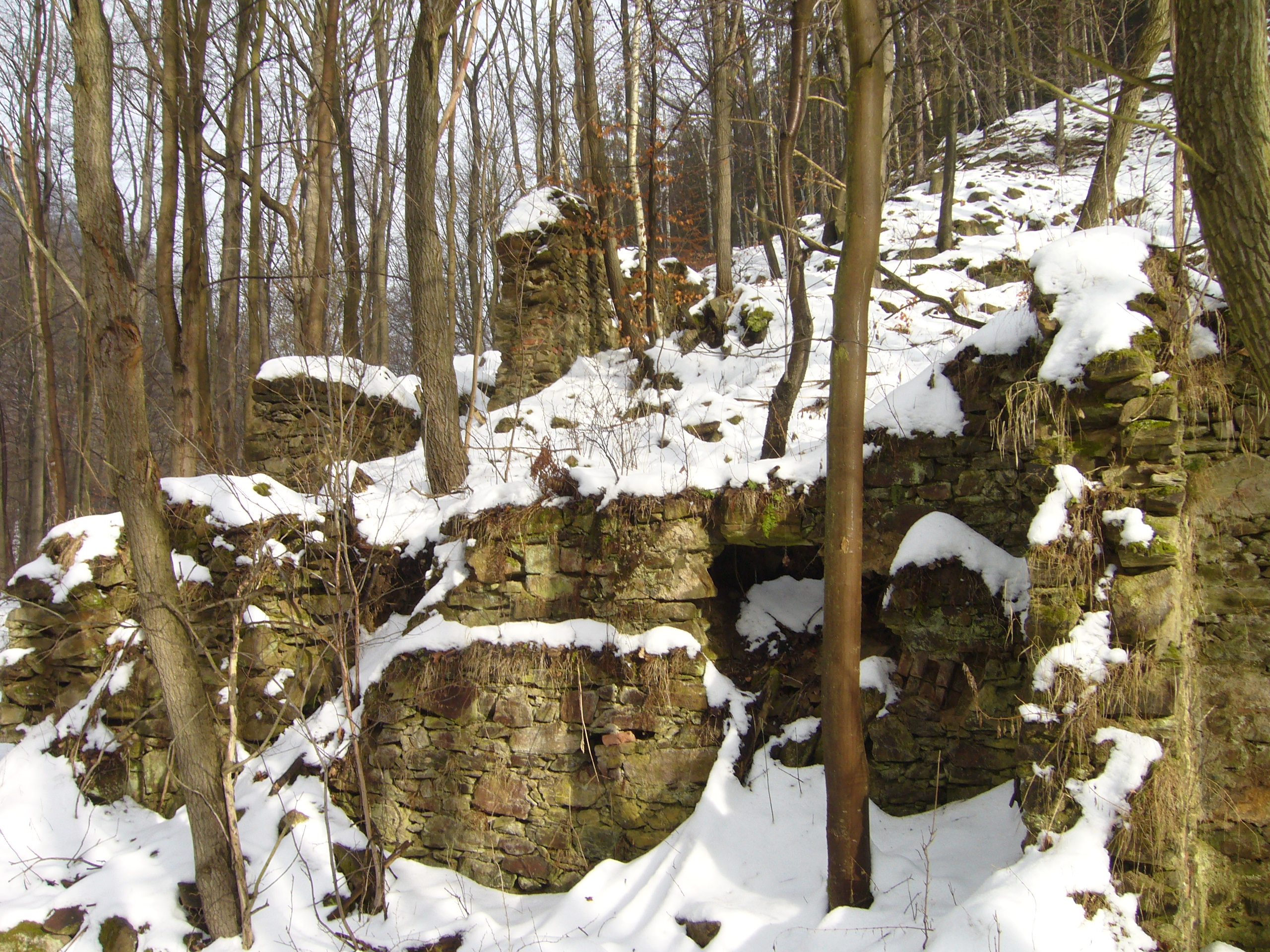
Zřícenina vodního mlýna pod hradem